# Cristóbal García
Cristóbal García (Valencia, España; 1596-Ciudad de México; 12 de abril de 1668) fue un explorador y misionero jesuita perteneciente a la Compañía de Jesús de la Provincia de Nueva España a partir de 1610. En el año de 1637 comienza con su trabajo de misionero, yendo a la Nueva España, hoy México, llegando a asistir en el 1644 la misión de Sahuaripa, en 1645 fundó la misión de San Francisco Javier de Huásabas con pueblos de visita en San Ignacio de Oputo y Santa Gertrudis de Techicadéguachi, ese mismo año también fundó la misión de Santa María de Nácori con pueblos de visita en San Luis Gonzaga de Bacadéhuachi y en Santo Tomás Apóstol de Severa, fundó la misión de Nuestra Señora de la Asunción de Bacerac con pueblos de visita en San Miguel de Bavispe y en San Juan Evangelista de Huachinera.